# 昆仑山号综合登陆舰
昆仑山号综合登陆舰，正式名称为中国人民解放军海军昆仑山舰（舷号：998），是中國人民解放軍海軍入役的首艘071型船塢登陸艦，同时也是中华人民共和国研制建造的首艘万吨级大型船塢登陸艦。该舰约在2006年6月开工建造，於2006年12月20日在上海滬東造船廠下水，并于2007年11月30日起正式入列并服役于中国人民解放军海军南海舰队。该舰的建造与服役填补了中国国内两栖船坞登陆舰的空白，同时也更新了解放軍的登陆作战理念。